# اشلی بارتی
اشلی بارتی (انگلیسی: Ashleigh Barty؛ زادهٔ ۲۴ آوریل ۱۹۹۶) یک تنیس‌باز اهل استرالیا است. او با پیروزی در اوپن استرالیا در سال ۲۰۲۲ نخستین بازیکن استرالیایی است که پس از ۴۴ سال توانست عنوان قهرمانی انفرادی این مسابقات را بدست آورد.
اشلی بارتی نخستین قهرمانی گرند اسلم خود را در مسابقات اوپن فرانسه در سال ۲۰۱۹ بدست آورد. دیدگاه او پس از کسب قهرمانی ویمبلدون ۲۰۲۱ تغییر کرد. زیرا احساس کرد با رسیدن به هدف نهایی خود در این ورزش دریافته که هنوز کاملا راضی نشده است. جایزه اشلی بارتی از مسابقات تنیس تا پایان سال ۲۰۲۱ میلادی برابر ۲۳/۸ میلیون دلار بوده است.
او در مارس ۲۰۲۲ اعلام کرد که می‌خواهد از رقابت‌های تنیس برای رفتن به دنبال رویاهای دیگر کناره‌گیری کند.